# 1594

## Родени
- 26 май – Олимпия Майдалкини, италианска благородничка
- 15 юни – Никола Пусен, френски художник
- 9 декември – Густав II Адолф, крал на Швеция

## Починали
- 2 февруари – Джовани Пиерлуиджи да Палестрина, италиански ренесансов композитор
- 31 май – Якопо Тинторето, италиански художник, маниерист (* 1518 г.)
- 14 юни – Орландо ди Ласо, композитор